# ビリェーナ
ビリェーナ (スペイン語: Villena; スペイン語発音: [biˈʎena])は、スペイン・バレンシア州アリカンテ県のムニシピオ（基礎自治体）。標高505m。アルト・ビナロポ郡の中心都市である。アリカンテ県北西部にあり、北西でカスティーリャ＝ラ・マンチャ州アルバセテ県と、西でムルシア州と、北でバレンシア県と接している。面積は345.6km2であり、2015年の人口は34,361人である。

## 地理

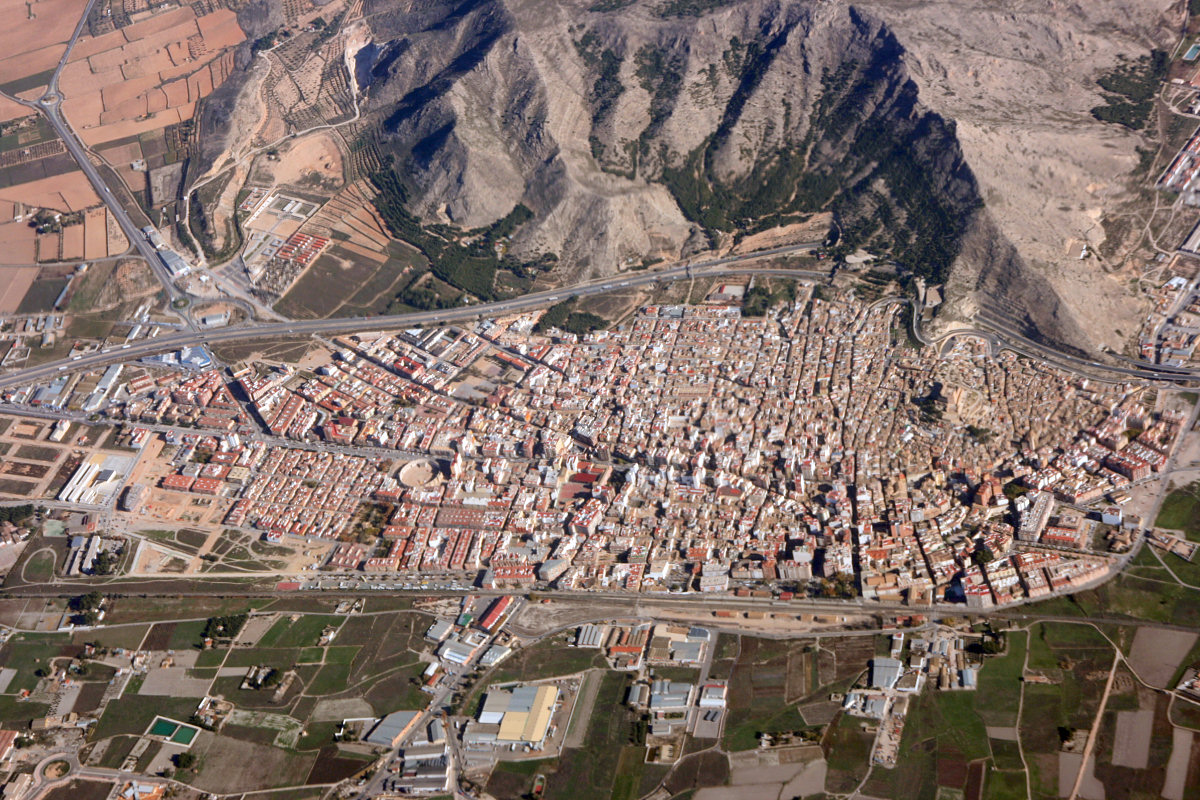
ビリェーナの航空写真

ビリェーナはアリカンテ県北西部のアルト・ビナロポー郡に位置し、自治体内をビナロポー川が流れている。バレンシア州、ムルシア州、カスティーリャ＝ラ・マンチャ州を結ぶ重要なルート上に位置し、ビリェーナ回廊またはビナロポー回廊と呼ばれる。先史時代から重要性を持っていた回廊であり、ローマ街道のひとつであるアウグスタ街道はこの回廊からメセタに入った。自治体の面積は345.6m2であり、アリカンテ県で2番目に広い。
ビリェーナには旧市街や歴史的遺構が残されており、2つの城、7つの教会、庵、宮殿、広場、ホセ・マリア・ソレール考古学博物館などの博物館がある。ルペルト・チャピ若手翻訳家コンクールなどが行われている。

### 気候
| ビリェーナ (1981-2010)の気候     | ビリェーナ (1981-2010)の気候 | ビリェーナ (1981-2010)の気候 | ビリェーナ (1981-2010)の気候 | ビリェーナ (1981-2010)の気候 | ビリェーナ (1981-2010)の気候 | ビリェーナ (1981-2010)の気候 | ビリェーナ (1981-2010)の気候 | ビリェーナ (1981-2010)の気候 | ビリェーナ (1981-2010)の気候 | ビリェーナ (1981-2010)の気候 | ビリェーナ (1981-2010)の気候 | ビリェーナ (1981-2010)の気候 | ビリェーナ (1981-2010)の気候 |
| 月                               | 1月                          | 2月                          | 3月                          | 4月                          | 5月                          | 6月                          | 7月                          | 8月                          | 9月                          | 10月                         | 11月                         | 12月                         | 年                           |
| -------------------------------- | ---------------------------- | ---------------------------- | ---------------------------- | ---------------------------- | ---------------------------- | ---------------------------- | ---------------------------- | ---------------------------- | ---------------------------- | ---------------------------- | ---------------------------- | ---------------------------- | ---------------------------- |
| 平均最高気温 °C （°F）           | 12.4 (54.3)                  | 13.2 (55.8)                  | 15.8 (60.4)                  | 18.5 (65.3)                  | 22.2 (72)                    | 26.8 (80.2)                  | 32.1 (89.8)                  | 31.5 (88.7)                  | 27.1 (80.8)                  | 21.8 (71.2)                  | 16.7 (62.1)                  | 12.8 (55)                    | 20.91 (69.63)                |
| 日平均気温 °C （°F）             | 6.6 (43.9)                   | 7.2 (45)                     | 10.0 (50)                    | 12.7 (54.9)                  | 15.9 (60.6)                  | 20.6 (69.1)                  | 24.7 (76.5)                  | 24.5 (76.1)                  | 20.9 (69.6)                  | 16.0 (60.8)                  | 11.0 (51.8)                  | 7.5 (45.5)                   | 14.8 (58.65)                 |
| 平均最低気温 °C （°F）           | 0.8 (33.4)                   | 1.2 (34.2)                   | 4.1 (39.4)                   | 6.8 (44.2)                   | 9.5 (49.1)                   | 14.3 (57.7)                  | 17.2 (63)                    | 17.4 (63.3)                  | 14.6 (58.3)                  | 10.1 (50.2)                  | 5.2 (41.4)                   | 2.1 (35.8)                   | 8.61 (47.5)                  |
| 降水量 mm （inch）               | 28 (1.1)                     | 30 (1.18)                    | 33 (1.3)                     | 46 (1.81)                    | 38 (1.5)                     | 22 (0.87)                    | 8 (0.31)                     | 15 (0.59)                    | 42 (1.65)                    | 62 (2.44)                    | 44 (1.73)                    | 32 (1.26)                    | 400 (15.74)                  |
| 出典：スペイン農業・食品・環境省 |                              |                              |                              |                              |                              |                              |                              |                              |                              |                              |                              |                              |                              |

## 歴史
中期旧石器時代にはこの地域に人類が居住していた痕跡が確認されている。ビリェーナ地域は青銅器時代に重要な役割を果たし、初期の冶金技術の発展に貢献した。青銅器時代の遺跡として、ビリェーナの中心地から2kmの距離の丘の上にカベソ・レドンド遺跡があり、紀元前1500年頃から紀元前1100年頃のカベソ・レドンドはこの地域の中心地だった。

### 中近世

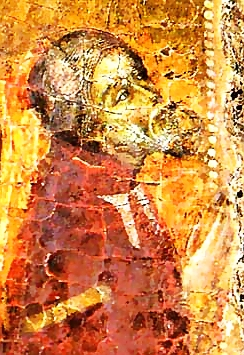
ビリェーナ公ドン・フアン・マヌエル

西ゴート王国時代（415年-711年）やそれ以前から町があったかどうかについては議論がなされている。8世紀初頭にイスラーム教徒のウマイヤ朝がイベリア半島を征服すると、ビリェーナの街はメディナ・ビリャナ(Medina Bilyana)と呼ばれた。713年にムーア人とキリスト教徒の間で結ばれたオリウエラ条約では、メディナ・ビリャナを含む7つの街が言及されている。
13世紀前半にはアラゴン王ハイメ1世がこの地域を再征服した。1151年のトゥディレン条約と1179年のカソーラ条約ではカスティーリャ王国がビリェーナの権利を留保していたはずだったため、ハイメ1世の再征服後にはカスティーリャ王国とアラゴン＝カタルーニャ連合王国の間に緊張が生まれた。このため、両者は1244年にアルミスラ条約を結び、ビリェーナはカスティーリャ王国の領土となった。1304年にはトレリャス条約が、1305年にはトレリャス条約の改定版であるエルチェ条約が結ばれている。
キリスト教徒による再征服（レコンキスタ）後には、ビリェーナはビリェーナ領の中心地となった。封建領主の領有地、ドン・フアン・マヌエルなどの公爵の領有地と移り変わり、最終的には侯爵の領有地となった。15世紀後半にはカトリック両王に扇動され、ビリェーナの民衆は侯爵に対して反乱を起こした。1525年、カルロス1世はビリェーナの「市」の称号を認めた。この時期はビリェーナの経済はもっとも繁栄する時期であり、モニュメントによって今日でも窺い知ることができる。

### 近現代

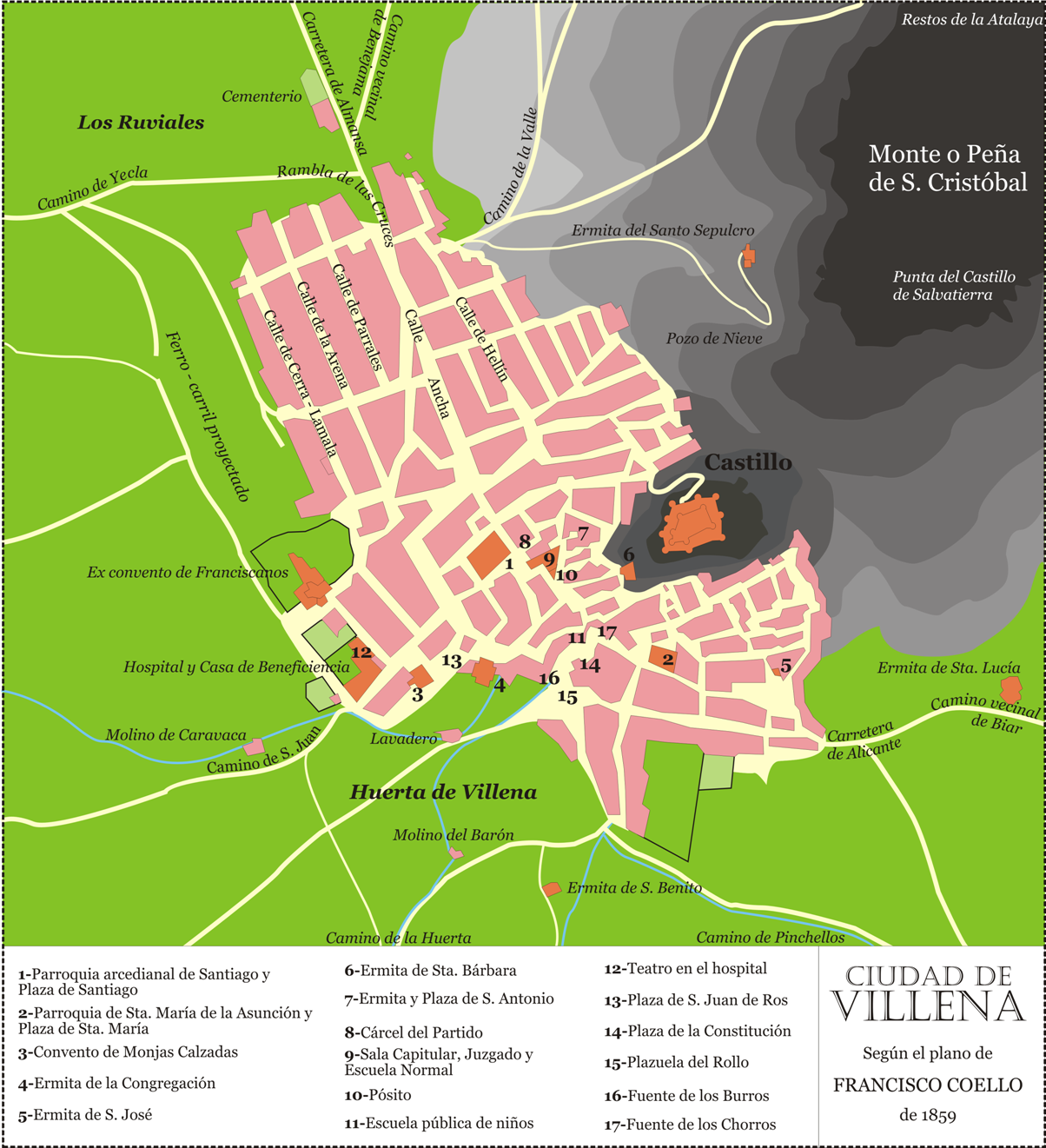
1859年のビリェーナ市街地

1858年にはビリェーナに鉄道駅が開設された。20世紀初頭のビリェーナには多くのワイナリーがあり、生産されたワインはアリカンテの港から輸出された。害虫フィロキセラの蔓延、経済危機、ボトルワインの導入などによって、20世紀前半にはブドウ栽培面積やワイナリーの数が減少した。
1960年代に農村からの人口流出が起こるまでは農業主体の経済が維持された。それ以後の経済モデルは急速に変化しており、今日の経済は第三次産業や第二次産業（靴や家具の製造、建設業）が中心である。近隣のエルダやノベルダ同様に靴の生産が行われているほか、窯業、家具製造、ワイン生産なども行われている。

## ビリェーナの財宝

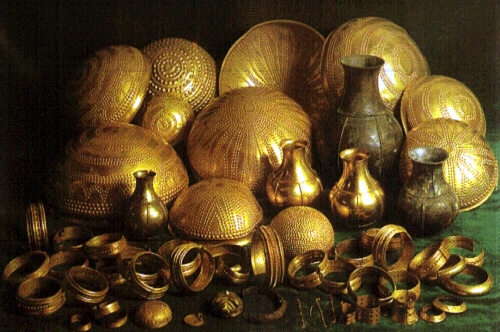
ビリェーナの財宝

1959年、ビリェーナ出身の考古学者ホセ・マリア・ソレール・ガルシアによって、古代に居住者がいたカベソ・レドンド遺跡の財宝が発見された。カベソ・レドンド遺跡の財宝は、ティアラ、指輪、ブレスレット、ペンダントなどの宝飾品35点からなる。
1963年12月にはやはりホセ・マリア・ソリェール・ガルシアによって、ビリェーナから5kmの場所に隠されていたビリェーナの財宝が発見された。イベリア半島で発見されたもっとも重要な古代の財宝であり、ヨーロッパでみてもギリシャのミケーネの王廟で発見されたもの（アガメムノンのマスクなど）に次ぐ財宝である。
ビリェーナの財宝は金、銀、鉄、琥珀で作られた59点からなり、計23.5カラットの金を含み、その総重量は10kgにも達する。金製品には11個の鉢、3個の瓶、28個のブレスレットがある。鉄製品はイベリア半島最古のものであり、鉄が貴金属であるとされた時代と一致するために退蔵された。考古学者はこれらの宝物が紀元前1000年頃のものであると推定している。ビリェーナの財宝はビリェーナにあるホセ・マリア・ソレール考古学博物館に展示されている。マドリード、アリカンテ、日本の東京と京都でビリェーナの財宝に関する展覧会が開催されたことがある。

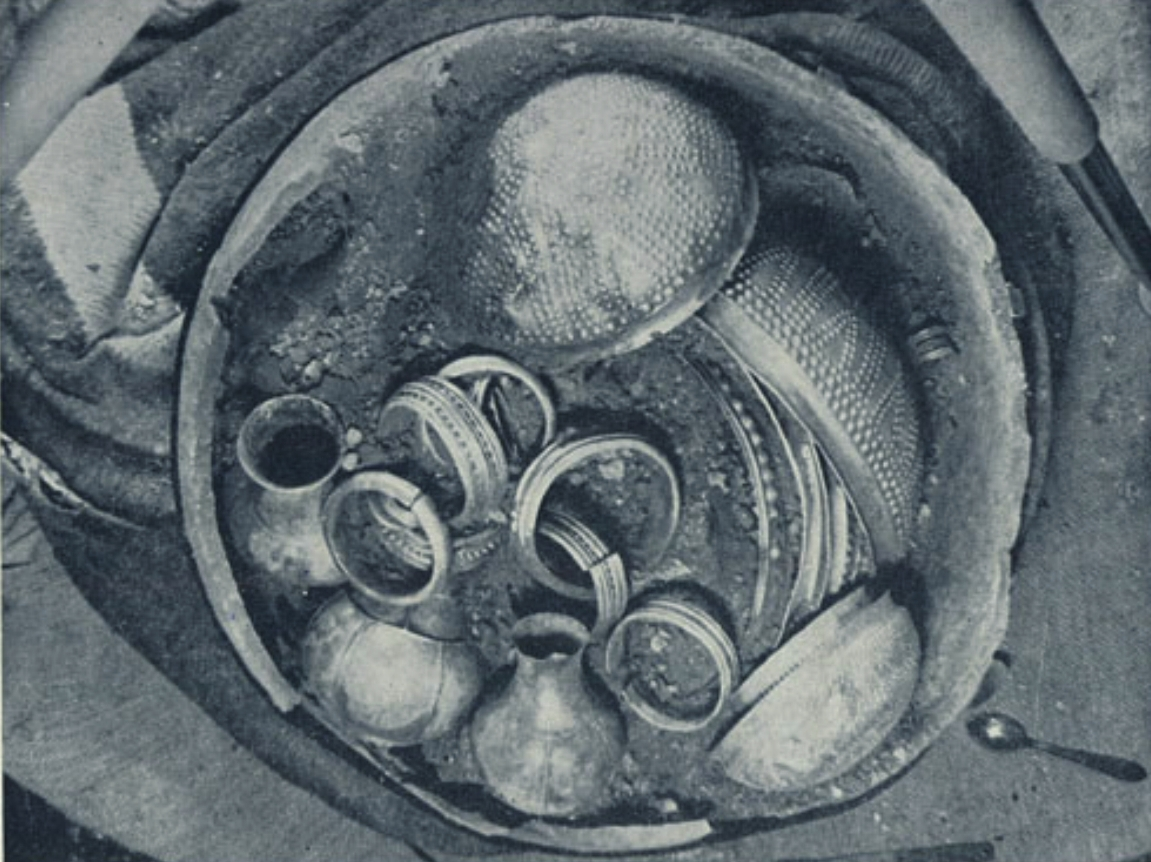
発見された状態
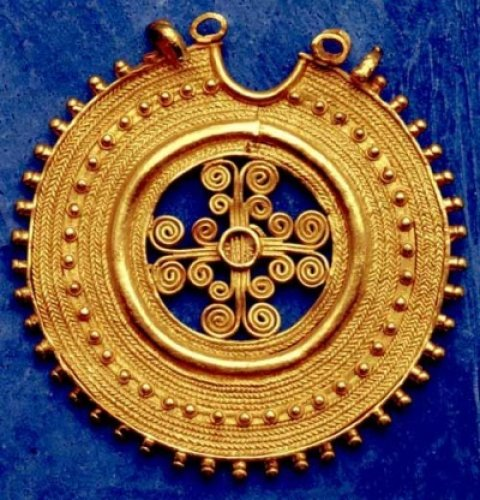
コンドミーナのイヤリング
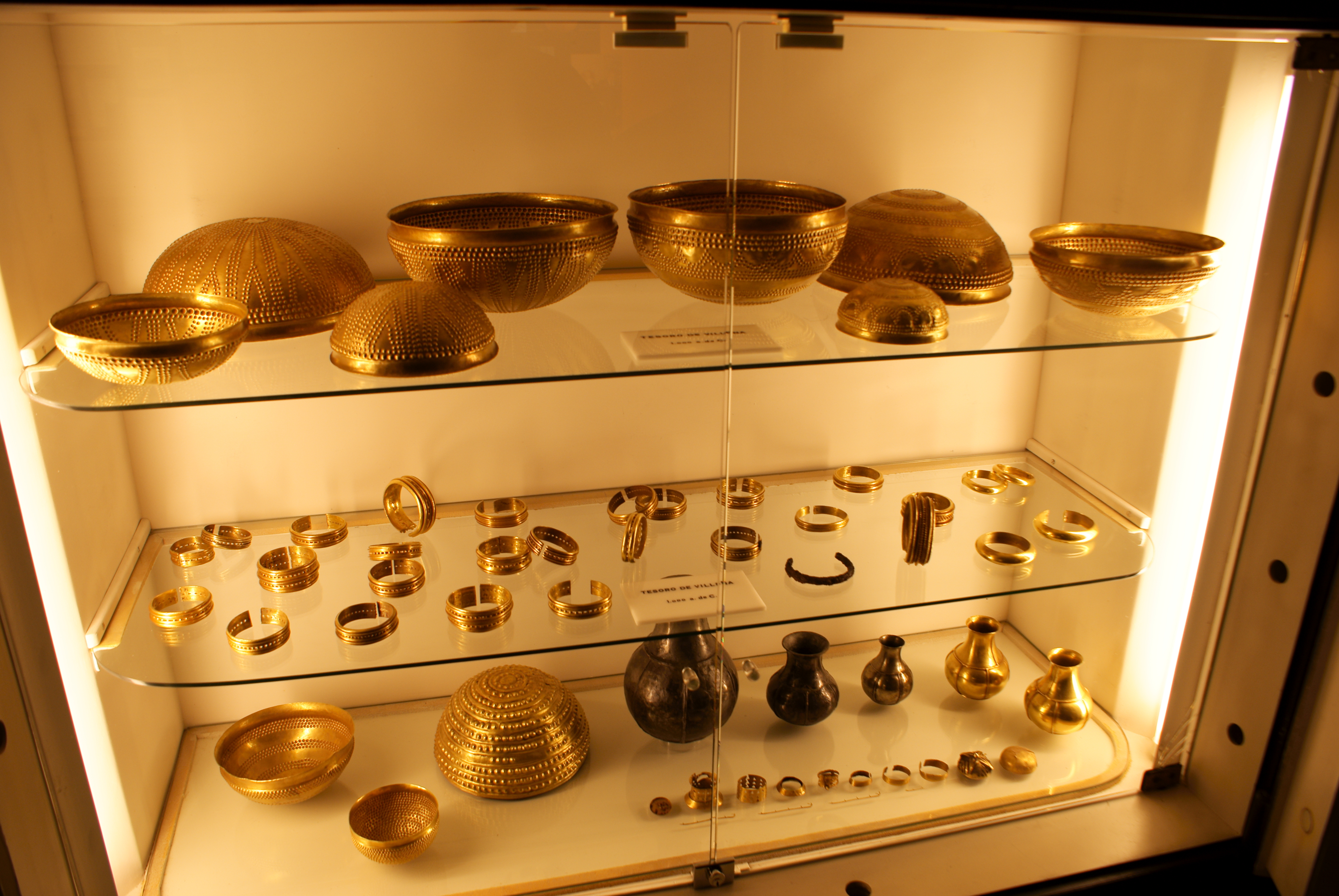
ホセ・マリア・ソレール考古学博物館の展示物

## 文化

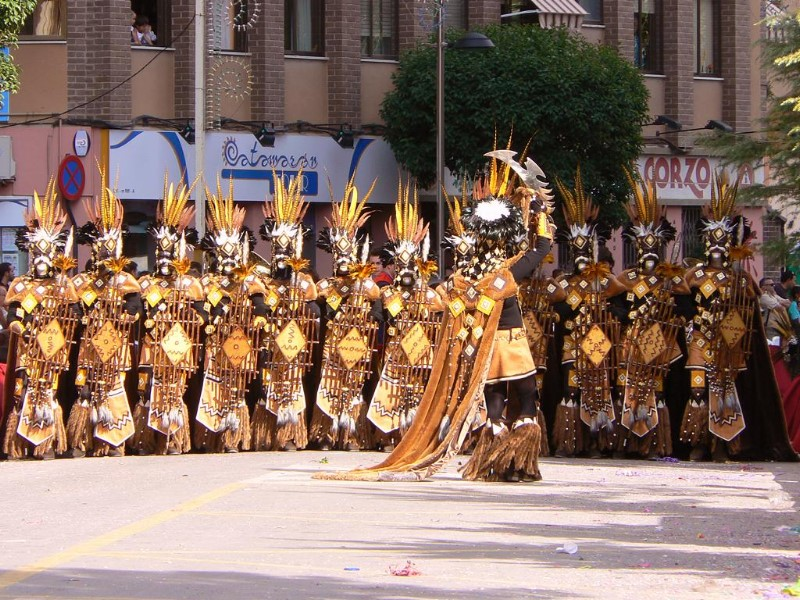
モーロ人とキリスト教徒

スペイン各地、特にバレンシア州南部では、多くの町でモーロ人とキリスト教徒と呼ばれる祭礼が行われる。9月に開催されるビリェーナのそれは、スペインの中でもひときわにぎわいのある祭礼であり、スペイン政府観光省によって国民的重要観光祭礼に指定されている。毎年8月にはレジェンダス・デル・ロックと呼ばれるロック/ヘビーメタルフェスティバルが開催される。
1922年にはサッカークラブのビリェーナCFが設立され、1949-50シーズンから1954-55シーズンまで6シーズン連続でテルセーラ・ディビシオン（当時3部）に在籍した。ビリェーナCFの後継クラブのCDビリェーナは1974年にテルセーラ・ディビシオンに昇格し、計14シーズンをテルセーラ・ディビシオンでプレーしている。この2クラブの最高位は、1951-52シーズンのテルセーラ・ディビシオン2位である。
テニス選手のフアン・カルロス・フェレーロはビリェーナ出身であり、当地にフェレーロ・アカデミーを設立した。ギリェルモ・ガルシア＝ロペスはこのアカデミー出身である。

## 交通

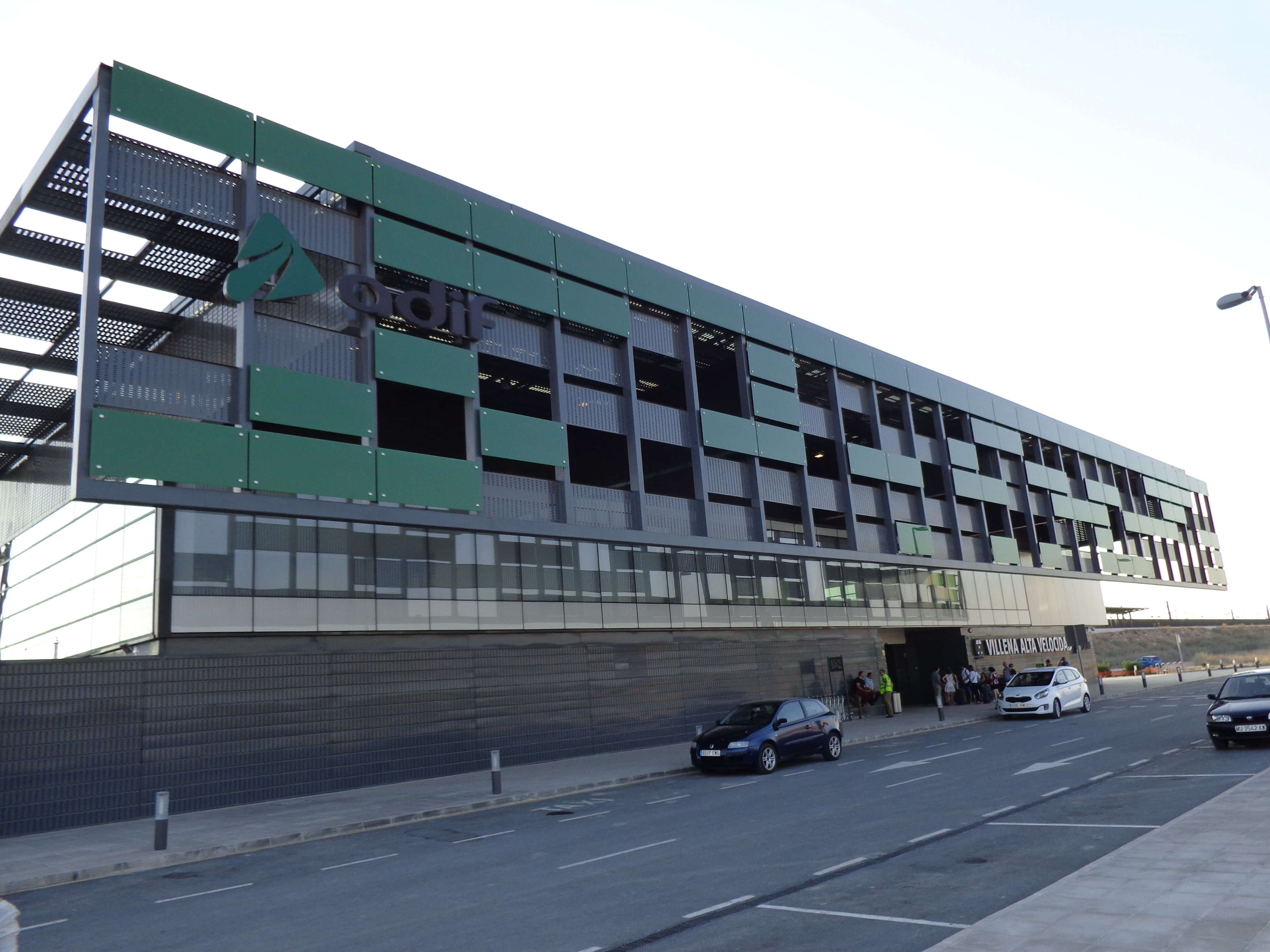
AVEのビリェーナ・アルタ・ベロシダ駅

1858年にはMZA社がマドリードとアリカンテを結ぶ鉄道路線を開通させ、この時にビリェーナ駅が建設された。1941年にはフランシスコ・フランコ総統が鉄道国営化政策を取ったため、レンフェが路線を引き継いでいる。アリカンテ都市圏とムルシア都市圏にまたがって運行されているセルカニアス・ムルシア/アリカンテ（近郊電車）は、ビリェーナ駅までの延長が検討されている。
自治体北西端部のラ・エンシーナ地区にはビリェーナ駅と同時にラ・エンシーナ駅が設置されている。この駅はマドリード方面から来た列車がアリカンテ方面とバレンシア方面に分岐する駅であり、MZA社の路線とAVT社の路線の境界だった。
2010年にはマドリードとバレンシアを結ぶ高速鉄道AVEレバンテ線が開業したが、2013年にはクエンカから分岐してアリカンテに至る路線が開業し、アルバセーテ駅とアリカンテ駅の間にビリェーナ・アルタ・ベロシダ駅が設置された。ビリェーナ・アルタ・ベロシダ駅はビリェーナ市街地や既存のビリェーナ駅から南に6kmの場所に設置され、周囲には畑地が広がっている。将来的にはバレンシア駅とビリェーナ・アルタ・ベロシダ駅も高速鉄道で結ばれる予定である。

## 人口
| ビリェーナの人口推移 1910－2011                         |
|                                                         |
| 出典:INE（スペイン国立統計局）1900年 - 1991年、1996年 - |

## 政治
| 任期      | 首長名                           | 政党                |
| --------- | -------------------------------- | ------------------- |
| 1979–1983 | Ramón Navarro Díaz               | PSPV-PSOE           |
| 1983–1987 | Salvador Mullor Menor            | PSPV-PSOE           |
| 1987–1991 | Salvador Mullor Menor            | PSPV-PSOE           |
| 1991–1995 | Salvador Mullor Menor            | PSPV-PSOE           |
| 1995–1999 | Vicente Rodes Amorós             | PPCV                |
| 1999–2003 | Vicente Rodes Amorós             | PPCV                |
| 2003–2007 | Vicenta Tortosa Urrea            | PSPV-PSOE           |
| 2007–2011 | Celia Lledó Rico                 | PPCV                |
| 2011–2015 | Francisco Javier Esquembre Menor | ビリェーナの緑(LVE) |
| 2015–2019 | Francisco Javier Esquembre Menor | ビリェーナの緑(LVE) |
| 2019–2023 | n/d                              | n/d                 |
| 2023–     | n/d                              | n/d                 |

## 見どころ

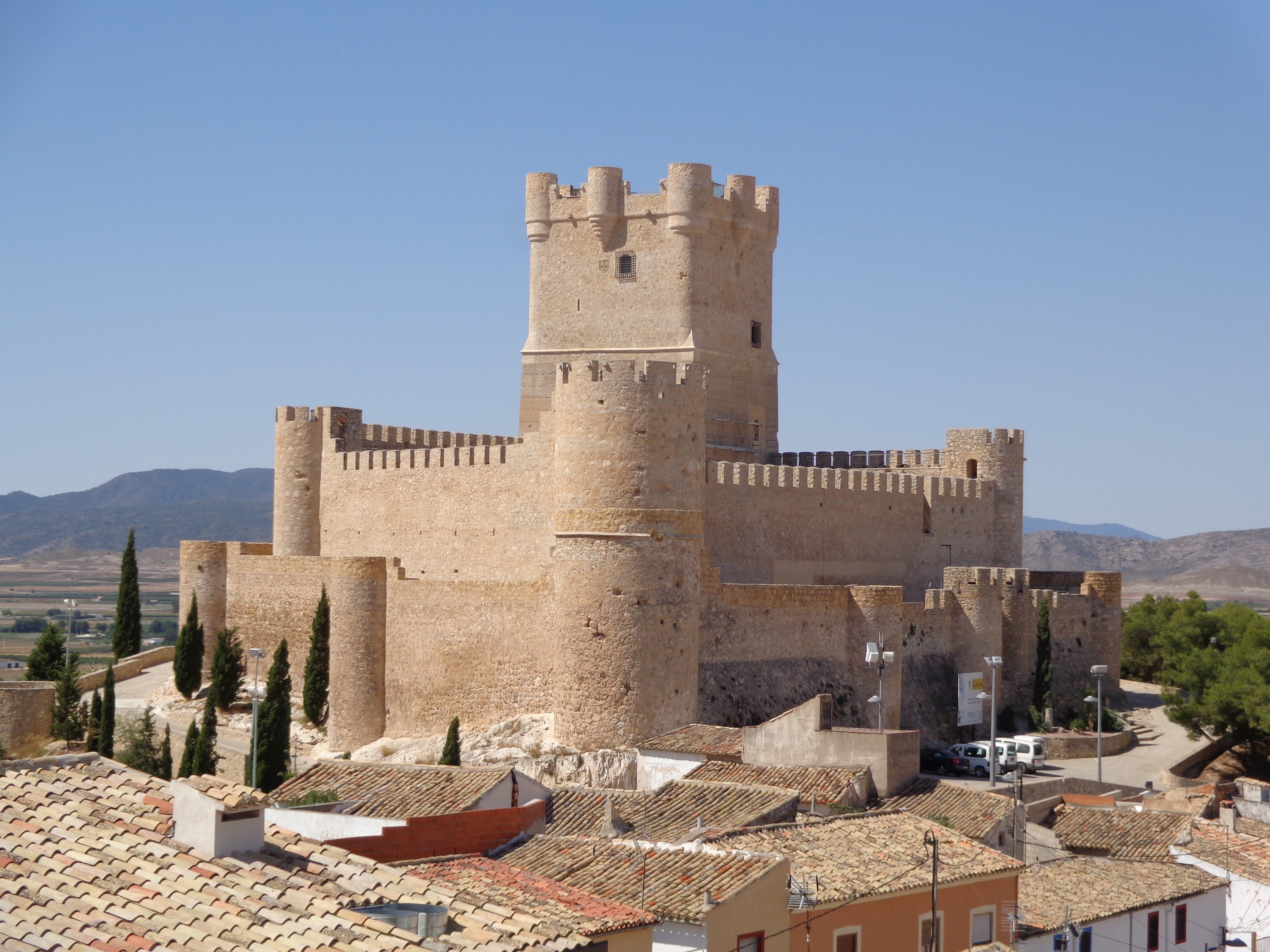
アタラジャ城

- アタラジャ城（英語版） : 11世紀にムーア人が建設した城。
- 宮殿
- 聖ハメス教会 : 後期ゴシック様式のカトリック教会。
- ホセ・マリア・ソレール考古学博物館（スペイン語版） : 考古学者のホセ・マリア・ソレール・ガルシア（英語版）が設立した。16世紀に建設されたビリェーナ市庁舎の1階を使用して1957年に開館した。ビリェーナの財宝（英語版）などを所蔵している。
- アントニオ・ナバーロ・サンタフェ彫刻博物館（スペイン語版） : ビリェーナ出身の彫刻家アントニオ・ナバーロ・サンタフェ（スペイン語版）の博物館。ナバーロの妻によってビリェーナ市に寄贈され、ナバーロが住んでいた家の1階を使用している。1983年に開館し、2000年に正式に登録された[22]。
- ビリェーナ・ボティホ博物館（スペイン語版） : ボティホ（スペイン語版）（素焼きの水壺）を収集している博物館。1970年に開館した。

## 出身者
- ルペルト・チャピ(1851-1909) : サルスエラの作曲家。
- パブロ・メノール（スペイン語版）(1899-1992) : イエズス会の司祭。
- ホセ・マリア・ソレール・ガルシア（英語版）(1905-1996) : 考古学者・歴史学者・民俗学者。
- アントニオ・ナバーロ・サンタフェ（スペイン語版）(1906-1983) : 彫刻家。マドリードのプエルタ・デル・ソルにある銅像『クマとイチゴノキ（スペイン語版）』などを製作。
- フアン・カルロス・フェレーロ(1980-) : テニス選手。

## 姉妹都市
ビリェーナ領主・エスカローナ領主・ペニャフィエル領主だったドン・フアン・マヌエルの生誕800年を記念して、1982年にビリェーナ、エスカローナ、ペニャフィエルの3自治体が姉妹都市提携を行った。
- エスカローナ（英語版）、カスティーリャ＝ラ・マンチャ州トレド県
- ペニャフィエル、カスティーリャ・イ・レオン州バリャドリッド県